# Biosphère Montreal
Nicht zu verwechseln mit das Biodôme Montréal

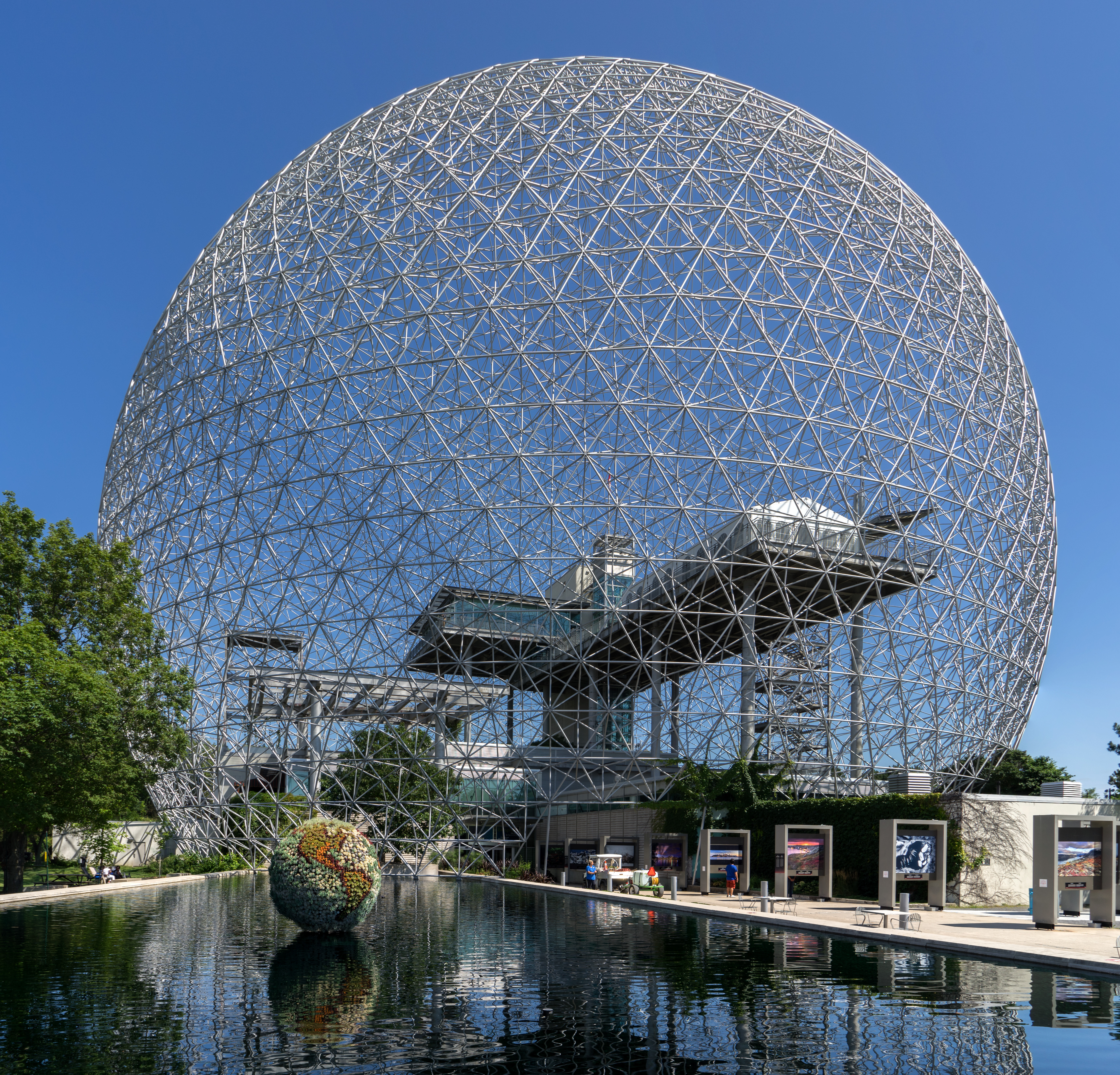
Die Biosphère in Montreal

Die Biosphère  ist ein Wasser- und Umweltmuseum in der kanadischen Stadt Montreal. Das Gebäude entstand anlässlich der Weltausstellung Expo 67 nach Entwürfen des Architekten Richard Buckminster Fuller als Pavillon der Vereinigten Staaten. Seit 1995 ist darin das Museum untergebracht. Träger ist das kanadische Umweltministerium Environment Canada. Das Museum befindet sich im Parc Jean-Drapeau auf der Île Sainte-Hélène.

## Geschichte
Buckminster Fuller schuf für die Weltausstellung eine geodätische Kuppel. In Elementbauweise entstand aus Fertigteilen eine Stahlstruktur, die mit Waben aus Acryl verkleidet wurde. Der Durchmesser der Kugel ist 76 Meter, ihre Höhe beträgt 62 Meter. Ein komplexes System von Sonnenschirmen erlaubte die Kontrolle der Innentemperatur.
Für die Ausstellung im Inneren zeichnete das Büro Golden Metak Productions verantwortlich. Die Besucher des Pavillons hatten Zugang zu vier großen Themenwelten, verteilt auf sieben Ebenen. Zur Erschließung wurde eine 37 Meter lange Rolltreppe eingebaut, damals die längste je gebaute.
Während Renovierungsarbeiten im Mai 1976 zerstörte ein Feuer die transparente Außenschale des Gebäudes, die Tragstruktur blieb jedoch erhalten. Bis 1990 blieb die Stätte geschlossen. Im August 1990 erwarb das kanadische Umweltministerium für die Summe von 17,5 Millionen Dollar das Gelände und errichtete darauf ein interaktives Museum, das sich der Vermittlung der Ökosysteme an den Großen Seen und am Sankt-Lorenz-Strom widmet. Die Eröffnung des Museums fand 1995 statt. Die innerhalb des Stahlskeletts neu errichteten Bauten schuf Éric Gauthier.